# مبيسين تيريز ديوب
مبيسين تيريز ديوب، (مواليد 1949)، هي ممثلة سنغالية اشتهرت بدورها في البطولة مثل ديوانا في عام 1966 في فيلم لعثمان سمبين بعنوان «فتاة سوداء»، والذي غالبًا ما يُستشهد به كأحد الأفلام الروائية الأولى للسينما الأفريقية والحائز على الإشادة الدولية.

## بدايتها
ولدت ديوب في داكار بالسنغال لأب مسلم وأم كاثوليكية. عاشت ديوب - الأكبر في عائلتها - مع جدها من ناحية أمها حتى وفاته عندما كانت في الثانية من عمرها، وفي ذلك الوقت عادت إلى داكار. عاشت ديوب في جزيرة كورسيكا الفرنسية عندما كانت في الثالثة عشرة من عمرها، حيث عرفتها مضيفتها على جوزفين بيكر. لا تزال ديوب يعمل في المنسوجات.

## حياتها المهنية
لم يكن لدى ديوب اهتمام مبكر بالتمثيل، بل خطط لممارسة مهنتها في مجال المنسوجات، وتحديدًا كصانعة مظلات. جعلت توصية أحد الأصدقاء ديوب تفكر بجدية أكبر في التمثيل والفنون، ودفعت ديوب للتواصل مع جوزفين بيكر، وبعد مراستها، دعتها بيكر لزيارتها في فرنسا، لكن ديوب اضطرت إلى الرفض بسبب التكلفة. ترددت ديوب على نادي السينما في داكار، حيث شاهدت أفلام فرنسية وأمريكية، ثم التحقت في وقت لاحق بمدرسة الفنون في داكار عندما كانت في السادسة عشرة، حيث أخذت دورات ليلية ودرست على يد الممثل الفرنسي روبرت فونتين (الذي لمع نجمه لاحقًا أيضًا في فيلم «فتاة سوداء»). عملت ديوب كخياطة خلال النهار.

### فتاة سوداء
التقط المصور الذي يعمل في جريدة «أخبار السنغال» صورة لديوب والتي شاهدها المخرج عثمان سمبيني، الذي اتصل بـديوب بخصوص فيلم «فتاة سوداء». عارضت عائلة ديوب بشدة اهتمام ديوب بالفيلم، ولكن بعد أن زار سيمبيني ديوب قررت قبول الدور. لم توافق عائلتها ومن يعيشون في حيها على اختيارها، وازدروها بشدة.
وفي السينما، كتب الشاعر أ. فان جوردان عن أداء ديوب في فيلم «فتاة سوداء» قائلا: ديوب هي واحدة من تلك الشخصيات التي تحبها بمجرد دخولها القصة، وهي أحد هؤلاء الممثلات اللاتي تستطيع التحديق بهن لمدة ساعتين بسهولة ".

### إيميتاي
في عام 1971، ظهر ديوب في فيلم إيميتاي للمخرج سيمبيني.

### مهنة لاحقة
في عام 2020، لعب ديوب دور البطولة في فيلم كيوتز بصفتها الأم الحاكمة للمجتمع، تلقى الفيلم اشادة من النقاد وسبب الجدل.